# Ellipes loretensis
Ellipes loretensis är en insektsart som beskrevs av Günther, K.K. 1977. Ellipes loretensis ingår i släktet Ellipes och familjen Tridactylidae. Inga underarter finns listade i Catalogue of Life.